# ロウアー・イースト・サイド
ロウアー・イースト・サイド (Lower East Side) は、ニューヨーク市マンハッタン区の地区である。LESという略称が使われることもある。おおよその範囲は、イーストサイド・マンハッタンの南側にあたり、東西にはバワリーからイースト川、南北にはキャナル・ストリートからハウストン・ストリートに囲まれたエリアである。
伝統的にこの地区は移民や労働者階級が住み着いていたが、2000年代半ば頃から急速に高級化 (ジェントリフィケーション) が進み、このエリアは合衆国歴史保護ナショナル・トラストによってアメリカ絶滅危機史跡に登録されることとなった。現在では、この地区は高級ブティックや流行のレストランが集まるエリアとなった。特に、クリントン・ストリート (Clinton Street) はレストラン・ロウ (restaurant row) となっている。

## 境界

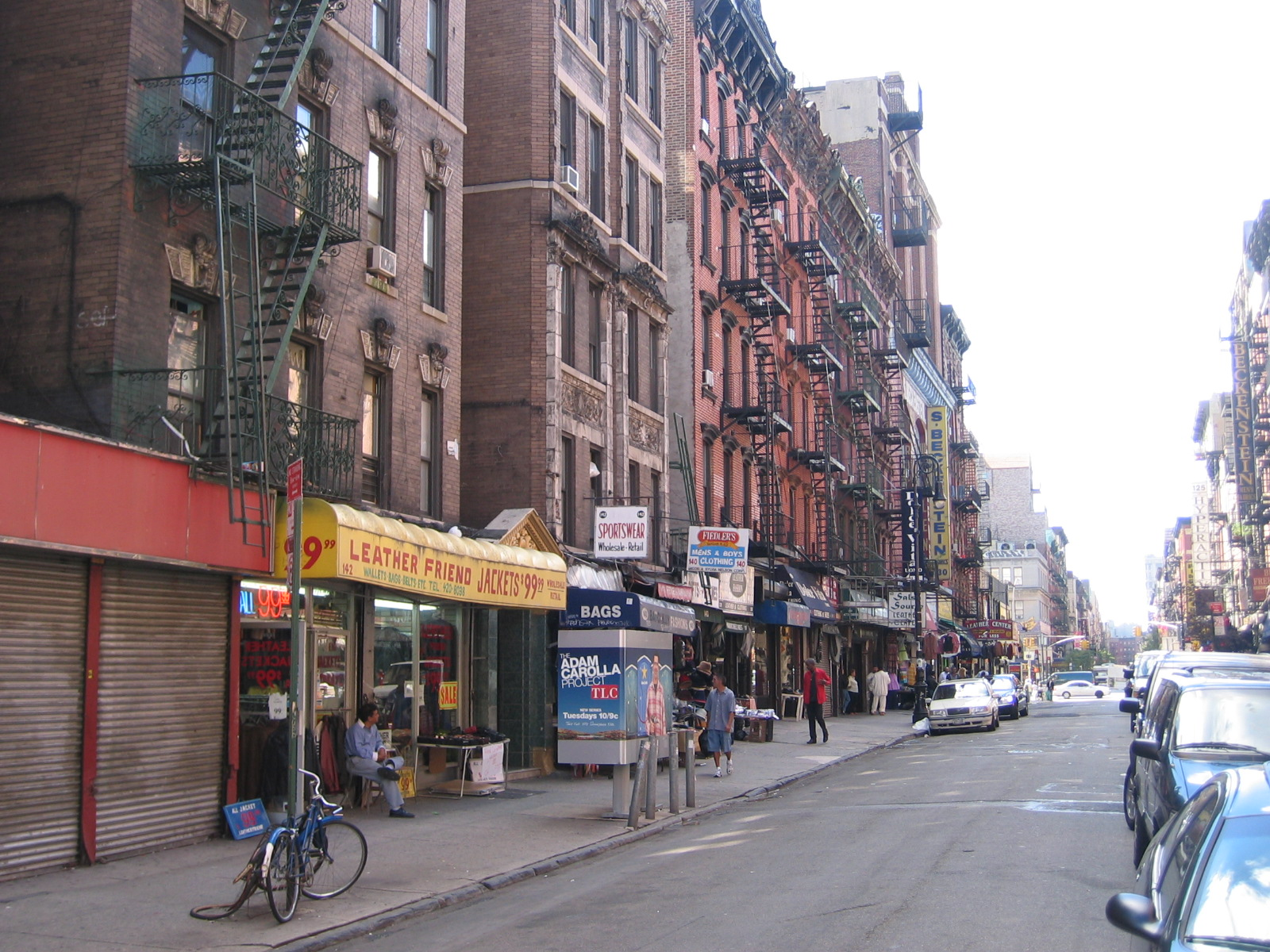
オーチャード・ストリートとリヴィングトン・ストリートの交差点（2005年）

ロウアー・イースト・サイドのおおよその境界は、西端はバワリー、北端はイースト・ハウストン・ストリート、東端はFDRドライブ、そして南端はキャナル・ストリートである。グランド・ストリート以南では、その西端はバワリーより東に逸れ、おおよそエセックス・ストリートとなる。
この地区は、その南西端（グランド・ストリートあたり）でチャイナタウンと、西端でノリータと、そして北端でイースト・ヴィレッジと隣接している。
歴史的には、"ロウアー・イースト・サイド"は東西にイースト川からおおよそブロードウェイまでと、南北におおよそマンハッタン橋およびキャナル・ストリートから14丁目までに囲まれたエリアを指していた。このようにかつては、現在のイースト・ヴィレッジ、アルファベット・シティ、チャイナタウン、バワリー、リトル・イタリー、そしてノリータまで、ロウアー・イースト・サイドに含まれていた。現在でも、イースト・ヴィレッジの一部であるロウイーサイダは、ラティーノの発音で"ロウアー・イースト・サイド"のことである。アベニューCはロウイーサイダの中心であり、毎夏にはロウイーサイダ・フェスティバルが開催される。

行政区としては、この地区はニューヨーク州第8、第12そして第14下院選挙区、ニューヨーク州議会第64地区、ニューヨーク州上院議会第26地区、そしてニューヨーク市議会第1および第2地区に属する。

## 歴史

### デランシー・ファーム
アメリカ独立戦争以前のニューヨーク市（バワリー）から伸びるボストン郵便道路の東にあったジェームズ・デランシーの農場（デランシー・ファーム）の名残は現在もデランシー・ストリートおよびオーチャード・ストリートの名前に残されている。現在のマンハッタンの地図上では、デランシー・ファームはディヴィジョン・ストリートからハウストン・ストリートの間の通りのグリッド状（碁盤目状）の区画にあたる。市街地の拡大に伴い、1760年代にデランシーは"ウエスト・ファーム" (West Farm) の南の通りの調査を開始した。デランシー・スクエア (Delancey Square) は、現在のエルドリッジ・ストリート、エセックス・ストリート、ヘスター・ストリート、ブルーム・ストリートに囲まれる広大なエリアをカバーする計画だったが、アメリカ独立戦争後にロイヤリストのデランシー家の資産が没収された際に、破棄された。 ニューヨーク市の没収委員会 (The Commissioners of Forfeiture) は貴族階級による碁盤目状の広場の計画を破棄した。デランシーによるニューヨークをロンドンのウエスト・エンドにする構想に代わり、この地区に根付くこととなる民主的な風土が確立された。

### コーリアーズ・フック

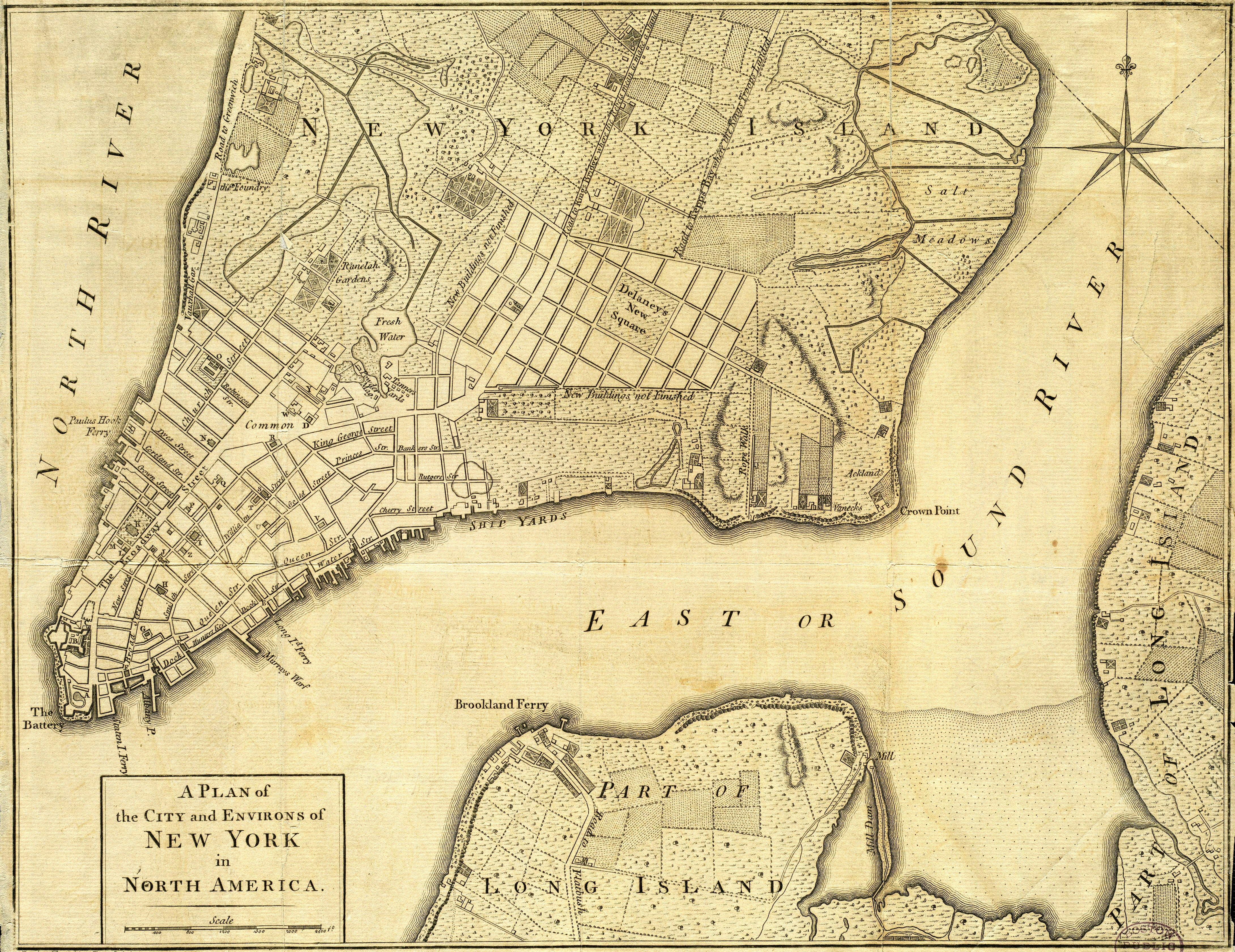
コーリアース・フックは、1776年のイギリスの地図では"クラウン・ポイント" (Crown Point) として描かれている。"デランシーの新しいスクエア"は建設されることはなかった。

イースト川に突き出たこのエリアは、オランダおよびイギリス統治下にはコーリアース・フック (Corlaers Hook) とも呼ばれていた。コーリアーズ・フック (Corlaer's Hook) はコーリアーの（曲がった）岬といった意味である。独立戦争中のイギリス支配下では少しの間、クラウン・ポイント (Crown Point) と呼ばれていた。この名前は、1638年当時レナペ語の名前がヨーロッパ語になまったNechtans、またはNechtanc.と呼ばれていたプランテーションに定住してきた、学校長Jacobus van Corlaerの名前から取られていた。コーリアーはこのプランテーションをニューヨークのビークマン一家の祖であるWilhelmus Hendrickse Beekman (1623–1707) へと売却した。彼の息子en:Gerardus Beekmanは1653年8月17日に、この土地に洗礼名を与えた。コーリアの名前を冠したこのイースト川へと突き出た土地は、300年の間、航海士たちにとって重要な目印であった。古い地図や文書では、この土地は通常'Corlaers' Hookと綴られていたが、19世紀初頭からこの綴りはイギリス英語化されCorlearsとなった。独立戦争時のイギリス占領下のニューヨークにおいてコーリアーズ・フックあたりで無計画に開発された定住地は、より人口の多かった市街地と氷河時代の堆積物による起伏のある丘によって隔てられていた。1843年にある観測者は、「この地域は市の正規のエリアから離れた位置にあり、高く未耕作の起伏に富んだ丘によって隔てられている」と回想している。早くとも1816年には、コーリアーズ・フックは両性ともの街娼によって悪名高い地域となった。1821年の"Christian Herald"には、「通りは夜になると娼婦と盗人のたまり場となっている」と記述されている。19世紀の間には彼らはフッカーズ (hookers) と呼ばれるようになった。1832年のコレラ流行の夏、木造二階建ての作業場が簡易コレラ病院へと転換された。7月18日から9月15日の間に黒人、白人の281人のコレラ患者が認められ、そのうち93人が死亡した。
元々のコーリアース・フックの海岸線は埋め立てにより曖昧になっているが 、それは現在のチェリー・ストリート近くのFDRドライブをまたぐ歩道橋の東端あたりであった。この地域のかつての名前は、イースト・リバー・ドライブ沿いのジャクソン・ストリート (Jackson Street) とチェリー・ストリートの交差点にあるコーリアーズ・フック公園 (Corlear's Hook Park) の名前の中に保存されている。

## 特徴

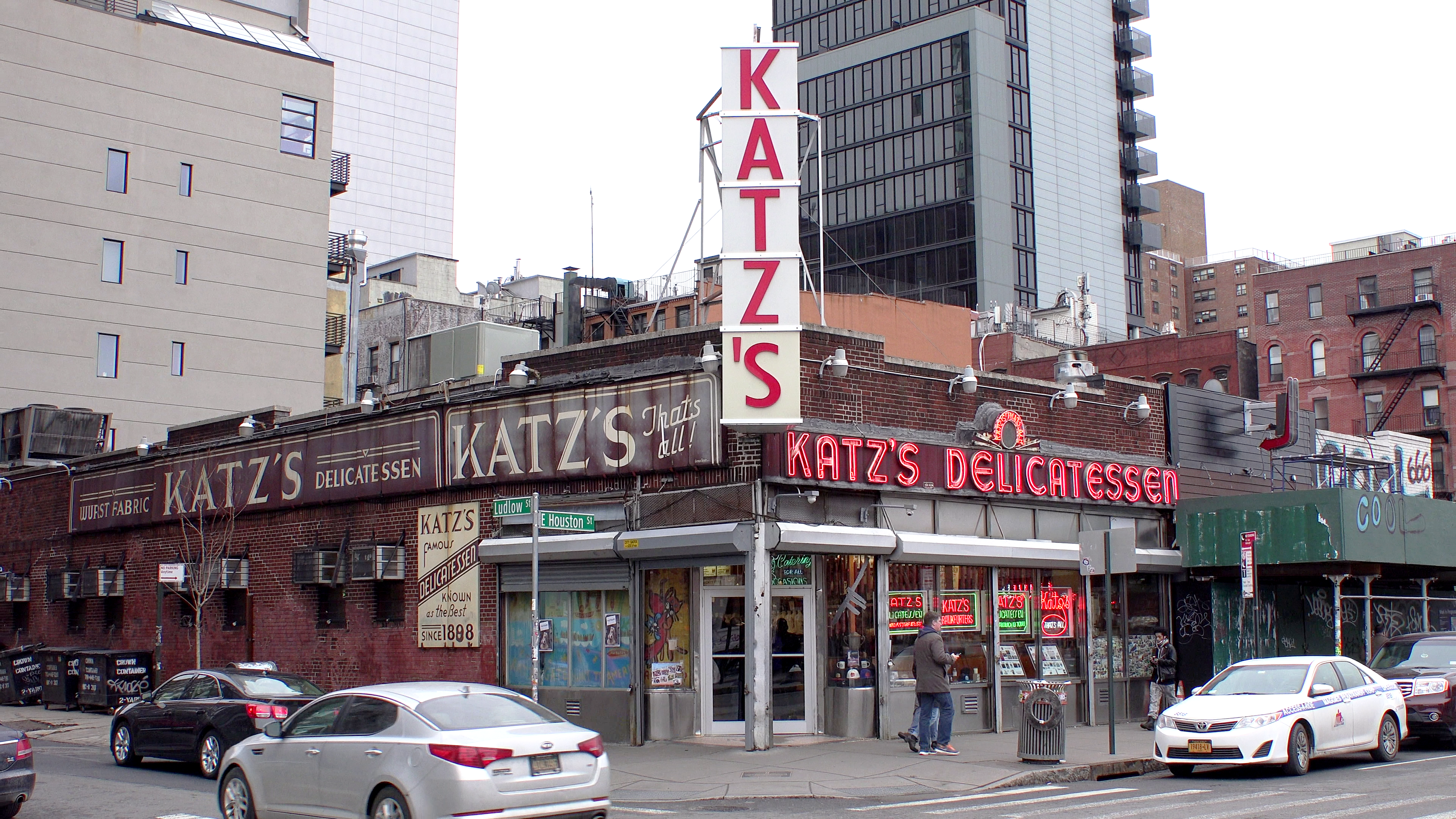
カッツ・デリカテッセンはこの地区のユダヤ人文化の歴史のシンボルである。

ニューヨーク市の中でもこの地区の歴史は古く、長らくは低所得労働者階級の住むエリアであった。また、アイルランド人、イタリア人、ポーランド人、ウクライナ人など多様な民族がこの地区に住み着いていた。かつてはドイツ人が多く住んでおり、リトル・ジャーマニー(Kleindeutschland) と呼ばれるエリアがあった。現在では、プエルトリコ人とドミニカ人が多数を占めている。このエリアは特にユダヤ人文化を色濃く残している。近年では、ラテンアメリカの他に中国からの移民が増えている。21世紀に入ってからは高級化が進行中である。

## 文化

### アート・シーン
この地区は多くのコンテンポラリー・アート・ギャラリーが集まる拠点となってきている。最も初期のものにはen:ABC No Rioがあり、絶頂期の1980年代にはイースト・ヴィレッジも含めて200以上の前衛ギャラリーがあった。中でもen:124 Ridge Street Galleryが有名であった。2007年12月にはニュー・ミュージアム・オブ・コンテンポラリー・アートがこの地区に移転してきた。

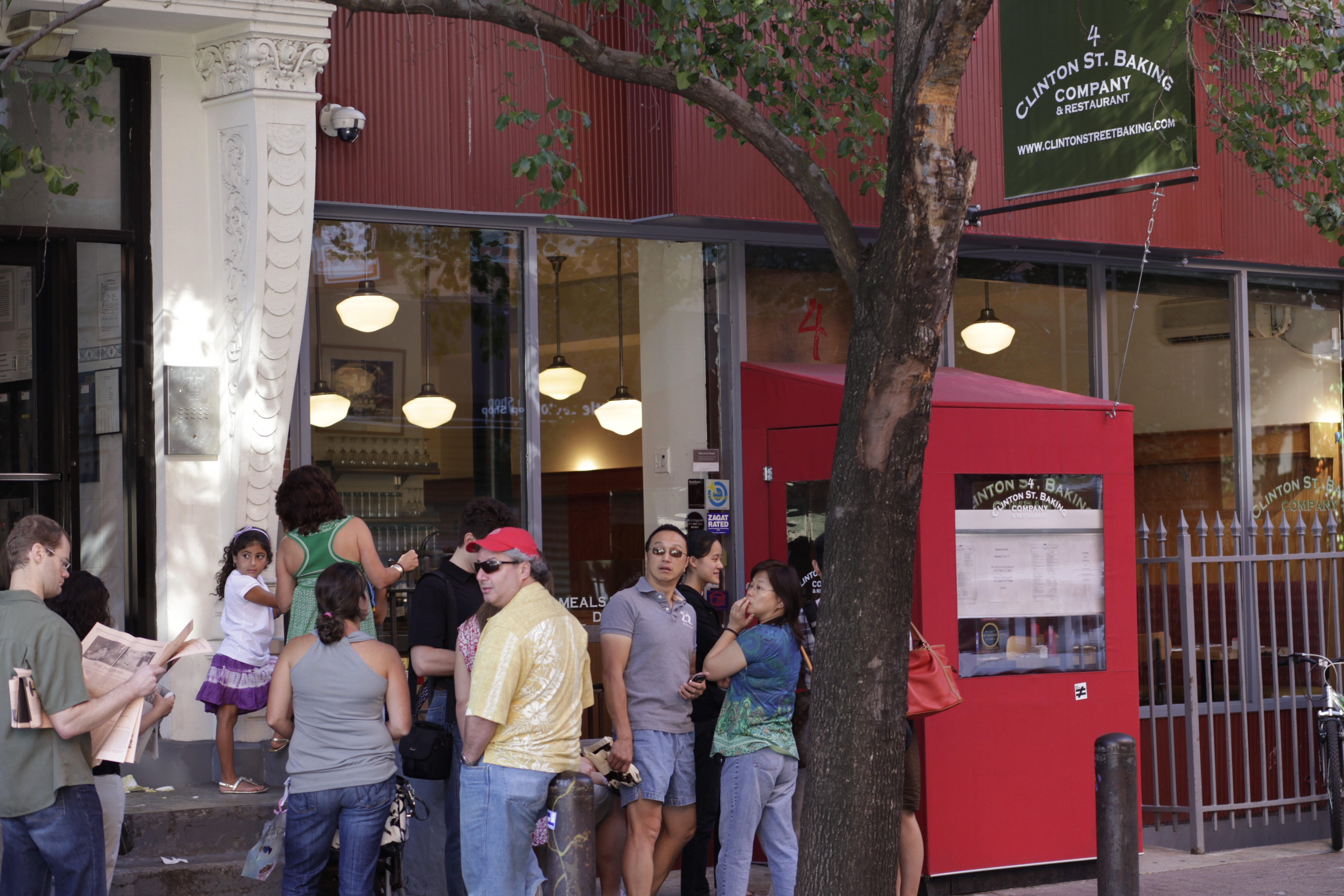
en:Clinton St. Baking Company & Restaurantに並ぶ列（2010年）

### ナイトライフと音楽施設
高級化現象によって夜でも安全な地域となってきたことで、このエリアには多くのナイトクラブやバーが集まるようになった。リヴィングトン・ストリート (Rivington Street) およびスタントン・ストリートの間のオーチャード・ストリート、ラドロウ・ストリートおよびエセックス・ストリート沿いに、特に密集している.。高級化の進行は同時にかつての歴史建築や有名施設の建て替えや閉鎖ももたらしている。
イースト・ヴィレッジを含むロウアー・イースト・サイドは多くの音楽施設の拠点でもある。パンクバンドが集まるen:C-Squat、Otto's Shrunken HeadやR-Bar、そしてオルタナティヴ・ロックバンドが集まるバワリー舞踏場やバワリー・エレクトリック（かつてのCBGBのすぐ北）がある。他にもパフォーマンス・スペースを備えたバーが多くある。

## 大衆文化におけるロウアー・イースト・サイド
| 児童文学 - en:All-of-a-Kind Family by en:Sydney Taylor - The House on the Roof; A Sukkot Story by en:David A. Adler - en:American GirlのキャラクターRebecca Rubin 小説 - Low Life by en:Luc Sante - en:Bread Givers by en:Anzia Yezierska - Lush Life by リチャード・プライス - en:The Basketball Diaries by en:Jim Carroll - Wonder by R.J. Palacio 曲 - "Ballad Of The Lower East Side" by マイケル・モンロー - "Clinton St Girl" by en:Wakey!Wakey! - "Down on the Lower East Side" by en:Justin Townes Earle - "East Side Beat" by en:The Toasters - "East Side Story" by en:Emily King - "en:L.E.S. Artistes" by サンティゴールド - "L.E.S." by en:Donald Glover - "Living in L.E.S." by INDK - "Lower East Side Crew" by Warzone - "Lower East Side" by David Peel - "The Luckiest Guy On The Lower East Side" by en:The Magnetic Fields - "Ludlow St" by ジュリアン・カサブランカス - "Ludlow Street" by スザンヌ・ヴェガ - "New York City Tonight" by en:GG Allin - "Slum Goddess" by ファッグス - "What's My Name" by リアーナ ft. ドレイク | バンド - David Peel & en:the Lower East Side Band - ゴーゴル・ボールデロ - en:The Holy Modal Rounders - Nausea 演劇 - Secret History of the Lower East Side by en:Alice Tuan 映画 - en:Crossing Delancey - en:Downtown 81 - Hester Street - 摩天楼ブルース - ワンス・アポン・ア・タイム・イン・アメリカ - レント テレビドラマ - en:The Andy Milonakis Show - en:NYPD Blue - BreadwinnersーLower East Sideのパロディで"Lower Yeast Side"が出てくる。 ビデオゲーム - ザ・ダークネス |